# کیم یونگ جون
کیم یونگ جون (انگلیسی: Kim Yong-jun؛ زادهٔ ۱۹ ژوئیهٔ ۱۹۸۳) یک بازیکن فوتبال اهل کره شمالی است.
وی همچنین در تیم‌های ملی فوتبال کره شمالی بازی کرده‌است.